# گراملینگ (کارولینای جنوبی)
گراملینگ(به انگلیسی: Gramling) شهری در ایالت کارولینای جنوبی کشور ایالات متحده آمریکا است که جمعیت آن در سرشماری سال ۲۰۱۰ میلادی، ۸۶ نفر بوده‌است.